# Žumen routolistý
Žumen routolistý (Cissus alata, syn. C. rhombifolia) je popínavá rostlina z čeledi révovitých. Pochází z tropické Ameriky a je pěstován jako pokojová rostlina.

## Popis
Žumen routolistý je vytrvalá rostlina. Stonek je dřevnatý, světle hnědý. Zprvu je stonek zelený se světlými stříbřitě bílými chloupky, které postupně tmavnou až nakonec úplně zhnědnou. Listy jsou střídavé, lichozpeřené. Palisty, řapíky a čepele lístků jsou chlupaté – na vrchní straně méně. Koncový lístek je větší, kosočtverečný, jeho báze je klínovitá.

## Rozšíření
Žumen routolistý pochází z tropické Ameriky. Je rozšířen od Mexika po Peru a Bolívii a na některých Karibských ostrovech.

## Význam
Žumen routolistý je pěstován jako pokojová rostlina.